# Newport (Rhode Island)
Newport é uma cidade localizada no estado norte-americano de Rhode Island, situada na ilha Aquidneck, no condado de Newport, a cerca de 54 km a sul de Providence, capital do estado. Foi fundada em 1639 e incorporada em 1784.
Conhecida como um resort de verão para os habitantes da Nova Inglaterra e por suas célebres Mansões de Newport, é a sede da Universidade Salve Regina e da Estação Naval de Newport, onde se localiza o Colégio Naval de Guerra, o Centro Naval de Guerra Submarina e um dos principais centros de treinamento da Marinha dos Estados Unidos.
Uma das primeiras lojas maçônicas dos Estados Unidos foi fundada em Newport por judeus fugidos da ilha de Barbados, no âmbito da perseguição puritana por Oliver Cromwell.
A cidade é a sede do condado com o mesmo nome, um condado que não possui mais qualquer função governamental.

## Geografia
De acordo com o United States Census Bureau, a cidade tem uma área de 29,5 km², dos quais 19,8 km² estão cobertos por terra e 9,6 km² por água.

## Demografia
Segundo o censo nacional de 2010, a sua população é de 24 672 habitantes e sua densidade populacional é de 837,2 hab/km². É a cidade mais populosa e também a mais densamente povoada do condado de Newport. Em 10 anos, teve a maior redução populacional entre as localidades do condado. Possui 13 069 residências que resulta em uma densidade de 657,9 residências/km².

## Marcos históricos
A relação a seguir lista as 67 entradas do Registro Nacional de Lugares Históricos em Newport. Os primeiros marcos foram designados em 15 de outubro de 1966 e o mais recente em 28 de agosto de 2012. Aqueles marcados com ‡ também são um Marco Histórico Nacional.
- Army and Navy YMCA
- Bellevue Avenue Historic District‡
- Bellevue Avenue/Casino Historic District
- Brick Market‡
- Capt. John Mawdsley House
- Castle Hill Lighthouse
- Charles H. Baldwin House
- Charles Tillinghast House
- Chateau-sur-Mer‡
- Clarke Street Meeting House
- Commandant's Residence, Quarters Number One, Fort Adams
- Common Burying Ground and Island Cemetery
- CORONET (Wooden Hull Schooner Yacht)
- Dr. Charles Cotton House
- Edward King House‡
- Emmanuel Church
- Ezra Stiles House
- Fort Adams‡
- Fort Hamilton Historic District
- Francis Malbone House
- Hunter House‡
- Ida Lewis Rock Lighthouse
- Isaac Bell House
- Isaac Bell Jr. House‡
- John Griswold House‡
- John Tillinghast House
- Joseph Rogers House
- Kay Street-Catherine Street-Old Beach Road Historic District
- Kingscote‡
- Levi H. Gale House
- Lucas-Johnston House
- Luce Hall
- Malbone
- Marble House‡
- Miantonomi Memorial Park
- Newport Artillery Company Armory
- Newport Casino‡
- Newport Harbor Lighthouse
- Newport Historic District‡
- Newport Steam Factory
- Ocean Drive Historic District‡
- Ochre Point-Cliffs Historic District
- Old Colony House‡
- Perry Mill
- President's House, Naval War College
- Redwood Library‡
- Rose Island Lighthouse
- Rosecliff
- Samuel Whitehorne House
- Seamen's Church Institute of Newport
- Shiloh Church
- Southern Thames Historic District
- St. Mary's Church Complex
- Taylor-Chase-Smythe House
- The Bird's Nest
- The Breakers‡
- The Elms‡
- Touro Synagogue National Historic Site
- Trinity Church (Newport, Rhode Island)|Trinity Church‡
- United Congregational Church‡
- US Naval War College‡
- Vernon House‡
- Wanton-Lyman-Hazard House‡
- WEATHERLY (sloop)
- White Horse Tavern
- William King Covell III House
- William Watts Sherman House‡